# Banegårdspladsen (Odense)
 For alternative betydninger, se Banegårdspladsen. (Se også artikler, som begynder med Banegårdspladsen)
Banegårdspladsen er en plads i Odense, beliggende klos op ad Kongens Have og umiddelbart over for Odense Banegård Center. Pladsen er 300 m² og består af et stort trappeforløb som leder op til hovedindgangen til Fyens Stiftstidendes bladhus. Både det nybyggede bladhus og selve Banegårdspladsen blev indviet i starten af 2005. Under pladsen og mediehuset er der en større parkeringskælder til både biler og cykler.

## Skulpturen på pladsen
På hjørnet af pladsen ud mod Kongens Have og Østre Stationsvej står skulpturen Skyggen, rejsekammeraten og improvisatoren – et treenigt portræt af H.C. Andersen, som er udført af billedhuggeren Bjørn Nørgaard.
Skulpturen blev afsløret den 6. december 2005 og markerede dermed afslutningen på fejringen af 200-året for H.C. Andersens fødsel. Denne dato var desuden den dag hvor H.C. Andersen blev udnævnt som æresborger i Odense i 1867 og efterfølgende hædret med et stort fakkeltog i byen.
Initiativet til at rejse en markant og central skulpturel markering af 200-året for H.C. Andersens fødsel blev taget af Industri og- Handelskammeret i Odense, som tidligere også har stået bag opsætningen af ni andre skulpturer, inspireret af H.C. Andersens eventyr, i Odenses centrum. Skulpturen skulle oprindeligt have stået på Flakhaven, men det blev efter flere skriverier i Fyens Stiftstidende besluttet at placere skulpturen på Banegårdspladsen, lige foran avisens nybyggede hovedsæde.
Skulpturen forestiller en tredelt H.C. Andersen som er opløst i tre for at vise ham lige så kompleks som han opfattes i nutiden og illustrerer splittelsen mellem mennesket, digteren og den rejsende i evig dialog med sig selv. Figuren starter som tre individer der fletter sig sammen på midten til én stor klump, og så deler sig i tre igen. Skulpturen er desuden påsat en del små figurer som mere eller mindre refererer til H.C. Andersens eventyr og forfatterskab. Blandt de fremtrædende småfigurer kan navnes: Babelstårnet, havfruen, danserinden, tinsoldaten, frøen samt toppen og bolden.
Soklen er formet af firkantede granitblokke i syv forskellige typer kinesisk granit som danner et cirkelformet vandbasin med vanddyser der sprøjter vand i horisontale stråler som møder hinanden i midten fra tre sider.